# 벤질 알코올
벤질 알코올(영어: benzyl alcohol)은 화학식이 C6H5CH2OH인 방향족성 알코올이다. 벤질기는 "Bn"으로 줄여서 쓰며 벤질 알코올은 BnOH로 표기한다. 벤질 알코올은 기분좋은 향기를 내는 무색의 액체이다. 양극성, 저독성, 낮은 증기 압력으로 인해 유용한 용제로 간주된다. 벤질 알코올은 물에 대한 용해도가 4 g/100 mL이며, 알코올 및 다이에틸 에터와 혼화성이 있다.
벤질알코올은 수산화나트륨을 사용하여 염화벤질을 가수분해하여 제조된다.
```
    C6H5CH2Cl + NaOH → C6H5CH2OH + NaCl
```

가수분해는 친핵성 시약인 물로도 수행될 수 있으므로, 산업적으로 적절한 수율을 달성하려면 반응 온도가 더 높아야 한다.
벤조산 제조에 사용할 수 있다.

## 같이 보기
- 알코올
- 벤질기